# Einar Þorsteinn Ásgeirsson
Pour les articles homonymes, voir Ásgeirsson.
Einar Thorsteinn Ásgeirsson (1942-2015) est un architecte islandais, théoricien et pionnier dans la recherche universitaire sur les volumes géométriques.

## Biographie
Il est né le 17 juin 1942 et décédé le 28 avril 2015 .
Einar Thorsteinn est diplômé en architecture à l'université de Hanovre en Allemagne en 1969. Il a étudié et travaillé avec l'architecte Otto Frei à Stuttgart de 1969 à 1972.  
Fortement influencé par les travaux de Buckminster Fuller dont il est le protégé, il fonde "Construction Labs", un laboratoire de recherche spécialisé dans la réalisation de grands bâtiments autoporteurs et géodésiques. Il construit un certain nombre de dômes à travers l'Islande à partir de 1980 en particulier à Ísafjörður, Hella, Kópasker.
Il rencontre l'artiste Ólafur Elíasson en 1996 et commence alors leur riche coopération dans son studio de Berlin. Einar développe alors des séries de volumes symétriques afin de réaliser de nouvelles formes architecturales et optiques, comme les quasi-cristaux en 5 dimensions : les "Gullinfang", utilisées pour la construction de la Harpa, la salle de concert de Reykjavik en 2011.
Il est à l'origine de nombreux projets dans le domaine de la construction spatiale avec Guillermo Trotti, pour la Nasa et avec Trausti Valsson dans un projet d'oasis au cœur de l'Islande. Ses recherches en géométrie concernent en particulier les domaines de la symétrie de rotation et du théorème de restriction cristallographique.
Il écrit des articles sur l'architecture dans le grand quotidien islandais Morgunblaðið de 1970 à 1993, et publie un ensemble d'ouvrages sur l'architecture, la géométrie et l'ingénierie.

### Ouvrages
- (en) Ole Vanggaard et Einar Thorsteinn, Trans-space Structures, Kunstakademiets Arkitektskole, 1995
- (en) Ólafur Elíasson et Einar Thorsteinn, To the Habitants of Space in General and the Spatial Inhabitants in Particular, Bawag Foundation, Vienna, 2002
- (en) Einar Thorsteinn, An Interview with Einar Thorsteinn and 54 Articles in DOME Magazine, 1990-2002 (3 vol.), 2002